# Frances Fox Piven
Frances Fox Piven (née le 10 octobre 1932) est une professeure américaine de Sciences politiques et sociologie. Elle enseigne à la City University de New York dès 1982.

## Biographie
Piven est connue à la fois pour sa contribution à la théorie sociale et pour son activisme social. Habituée des manifestations contre la guerre contre la pauvreté et pour les droits sociaux à New York et sur la scène nationale, elle a joué un rôle dans la formulation des bases théoriques de plusieurs mouvements sociaux. Tout au long de sa carrière, elle a occupé des postes à l'ACLU et de l'organisation des Democratic Socialists of America. Elle a également occupé des postes à l'American Political Science Association. Elle a formulé la Stratégie Cloward-Piven avec Richard Cloward.

## Publications
- Labor Parties in Postindustrial Societies (Oxford University Press, 1992,  (ISBN 978-0-19-520927-3))
- The War at Home: The Domestic Costs of Bush's Militarism (New Press, 2004,  (ISBN 978-1-59558-092-4))
- Challenging Authority: How Ordinary People Change America (Rowman and Littlefield, 2006,  (ISBN 978-0-7425-6316-2))
- Lessons for Our Struggle (Haymarket Books, 2011)

avec Richard Cloward:
- Regulating the Poor: The Functions of Public Welfare (Pantheon, 1971, 2nd ed: Vintage, 1993,  (ISBN 978-0-679-74516-7))
- Poor People's Movements: Why They Succeed, How They Fail (Pantheon, 1977,  (ISBN 978-0-394-72697-7))
- New Class War: Reagan's Attack on the Welfare State and Its Consequences (Pantheon, 1982,  (ISBN 978-0-394-70647-4))
- Why Americans Don't Vote (Pantheon, 1988,  (ISBN 978-0-394-55396-2))
- The Breaking of the American Social Compact (New Press, 1997,  (ISBN 978-1-56584-476-6))
- Why Americans Still Don't Vote: And Why Politicians Want it That Way (Beacon, 2000,  (ISBN 978-0-8070-0449-4))
- Who’s Afraid of Frances Fox Piven? The Essential Writings of the Professor Glenn Beck Loves to Hate 2011 The New Press  (ISBN 978-1-59558-719-0)

avec Lee Staples et Richard Cloward:
- Roots to Power: A Manual for Grassroots Organizing (Praeger, 1984,  (ISBN 978-0-275-91800-2))

avec Lorraine Minnite and Margaret Groarke:
- Keeping Down the Black Vote: Race and the Demobilization of American Voters (New Press, 2009,  (ISBN 978-1-59558-354-3))